# Церковь Петра и Павла (Варзуга)
Петропавловская церковь (храм Петра и Павла) — церковь XIX века в селе Варзуга, Терского района на юго-востоке Мурманской области, примечательный памятник деревянного зодчества. Расположена на Никольской стороне села рядом с церковью Николая Чудотворца.
Эта церковь была построена на Никольской стороне села Варзуга в 1864 году. Она была очень любима сельчанами, которые считали её намоленной. В церкви продолжали служить до 1937 года, когда власти запретили её использование. 
Во время Великой Отечественной войны в здании бывшей церкви расположили столовую для военнослужащих, которые обслуживали военный аэродром в Варзуге. После окончания войны здание было приспособлено под склад сельского магазина, который располагался рядом, в церкви Николая Чудотворца. 
В советское время были снесены главы и колокольня. В 1990-х годах церковь Петра и Павла стала второй в селе (после Успенского храма), где стали проводить богослужения. Это случилось в 1999 году. По состоянию на 2012 год здание по-прежнему пребывает в искажённом виде и не прошло реставрации.